# Переносное устройство создания порталов
Переносно́е устро́йство созда́ния порта́лов Aperture Science (англ. Aperture Science Handheld Portal Device, ASHPD), более известное как Порта́льная пу́шка (англ. Portal Gun), — вымышленное устройство из компьютерных игр Portal и Portal 2, позволяющее создавать дыру в пространстве, соединяющую две его произвольные точки; порталами называются выходы из червоточины.  Первые два слова в полном наименовании указывают на «Aperture Science», его производителя и владельца «Лаборатории исследования природы порталов», в которой проводились испытания устройства.

## Игровые характеристики
Переносное устройство создания порталов является основным инструментом игрового процесса Portal и используется для решения головоломок на протяжении всей игры. Порталы имеют форму эллипса, по размерам достаточного для прохождения человека и сравнимых по размеру объектов. Одно устройство может открывать не более двух порталов одновременно; открытые порталы отличаются цветами (в одиночной игре — синий и оранжевый, при игре вдвоём в Portal 2 — голубой и синий у одного игрока и жёлтый и красный у другого). Устройство имеет цветную подсветку, меняющуюся в зависимости от того, какой портал был открыт последним.
При создании порталов устройство выстреливает сноп оранжевых или синих кривых, которые, долетая до поверхности, образуют портал соответствующего цвета. Оба портала являются равноправными, то есть и синий, и оранжевый могут использоваться как для входа, так и для выхода. Каждый открытый портал закрывается при создании нового портала того же цвета. Порталы одинакового цвета могут открываться один «поверх» другого (новый портал замещает старый); порталы же разных цветов могут быть открыты только в стороне друг от друга — то есть невозможно «выстрелить» порталом сквозь портал. Тем не менее, просунув ствол устройства сквозь открытый портал, можно устанавливать следующий уже по ту сторону; при закрытии портала игрока, как и любой другой предмет, просто вытолкнет из него.

Связанные между собой порталы, создаваемые устройством.

Открытие порталов по умолчанию привязано к кнопкам мыши: левая кнопка открывает синий портал, правая кнопка — оранжевый; манипуляции с предметами осуществляются с помощью клавиши «использовать». В начале обеих игр игроку предоставляется упрощённая версия портальной пушки, способная открывать только один портал — голубой; при этом оранжевый портал обычно уже размещён в каком-либо месте уровня в соответствии с текущей игровой задачей. Немного позже игроку предоставляется полная версия портальной пушки.
Существуют ограничения применимости портального устройства. Порталы могут быть открыты только на плоских твёрдых неподвижных поверхностях, за исключением одного места в Portal 2, где портал может быть открыт на движущейся панели. Также в этой же игре уточняется, что порталы могут быть установлены только на поверхности, покрытой гелем из лунного камня либо на самой лунной поверхности.
Помимо возможности создавать порталы, в устройство встроена часть функций «манипулятора энергетического поля нулевого уровня» (гравипушки из Half-Life 2), что позволяет ему переносить предметы небольшой тяжести, такие как экспериментальные утяжелённые грузовые кубы и автоматические турели.

При проходе через портал сохраняется величина импульса

По словам компьютера GLaDOS в игре, переносное устройство создания порталов выдерживает температуру до 4000 K (3727 °С) и не должно погружаться в жидкость. GLaDOS также призывает игрока воздержаться от прикосновений к рабочему концу устройства и чрезмерного зрительного контакта с ним, поскольку это может негативно сказаться на здоровье.

## Интересные факты
- До выхода игры Portal имели место слухи, что совпадение аббревиатуры портального устройства ASHPD и инициалов главного героя Half-Life: Opposing Force Адриана Шепарда (англ. Adrian SHePharD) неслучайно. Однако в Valve опровергли эту теорию, заявив, что сами были очень удивлены этим совпадением[3]. Но в честь него разработчики поместили в Portal пасхальное яйцо: в игре можно найти клавиатуры, на которых некоторые кнопки выделены оранжевым цветом. Если сложить буквы и поставить в правильной последовательности, то получится имя «Adrian Shephard»[4].
- В научно-исследовательском комплексе «Чёрная Меза», конкурирующем с Aperture Science в области мгновенных перемещений, в своё время было изготовлено похожее устройство для создания порталов — пушка смещения (англ. Displacer Gun), которое игрок всё в той же Opposing Force использует в качестве оружия. Однако по принципу работы это устройство довольно сильно отличалось от ASHPD, поскольку при использовании вызывало неуправляемое перемещение между Землёй и миром Зен.
- По словам GLaDOS, суперкомпьютера Aperture Science, полноценная версия портальной пушки «оценена дороже, чем органы и совокупный доход населения родного города испытуемого»[5].
- В игре Portal 2 можно увидеть плакат, согласно которому в 50-е годы это устройство называлось «Aperture Science Portable Quantum Tunneling Device» («Портативное устройство квантового туннелирования») и имело значительно большие габариты.

## Отзывы и награды
Портальная пушка была очень положительно оценена критикой и получила несколько наград от авторитетных изданий. Сайт Eurogamer в своей рецензии на Portal 2007 года выпуска заявил, что портальная пушка является наиболее значительным достижением жанра игр от первого лица со времен появления гравитационной пушки в Half-Life 2. Сайт IGN.com в своей рецензии на Portal назвал концепцию портальной пушки более значимой для игровой индустрии, чем саму игру, и понадеялся, что Valve будет и дальше использовать и развивать идею портальной пушки в своих будущих играх.
На Game Developers Conference 2008 Portal вместе с BioShock получила максимальное количество наград, среди которых присутствовала «Best Innovation» (рус. Лучшие инновации), вручённая игре за создание концепции портальной пушки. Журнал «Official Xbox Magazine» присудил игре награду «Innovation of the Year» (рус. Инновация года), утверждая, что инновационный геймплей, представленный в Portal, можно сравнить лишь с появлением гравитационной пушки. IGN.com вручил игре награду «Most Innovative Design» (рус. Наиболее инновационный дизайн), заявляя, что, несмотря на то, что в 2007 году появилось много инновационных игр, ни одна из них не сравнится с портальным геймплеем в Portal.

## Реализации и наследие
В середине октября 2007 года, вскоре после выхода игры Portal, фанаты-модостроители игр от Valve создали модификацию, позволяющую задействовать портальную пушку из Portal в любой другой игре Valve на базе игрового движка Source.
В августе 2008 года авторитетный сайт Gamasutra, посвящённый игровой индустрии и разработке компьютерных игр, опубликовал большую трёхстраничную статью «Games Demystified: Portal», посвящённую описанию концепции портальной пушки, её сравнению с законами реального мира и подходы к реализации этой концепции в играх с точки зрения программирования.
В январе 2009 года пользователь Flickr под ником «emilyskeith» выложила фотографии, на которых позировала с макетом портальной пушки (косплей). Макет был выполнен в натуральную величину примерно 55 см в длину и 7 кг весом, с эффектами синей и оранжевой подсветки. Журналисты сайта Kotaku были приятно поражены точностью воспроизведения и детализированностью модели.
В 2010 году дизайнер Харрисон Крикс (англ. Harrison Krix) также создал полноразмерную модель портальной пушки. Эта модель была выставлена на аукцион и участвовала в благотворительном мероприятии Child’s Play Charity, собирающем средства для детей 60-и различных больниц по всему миру.
В мае 2011 года на YouTube был опубликован короткометражный фанатский кинофильм, демонстрирующий применение портальной пушки в реальном мире.
Летом 2011 года на сайте Instructables было опубликовано большое 13-страничное руководство по созданию полноразмерного макета портальной пушки.
28 июля 2011 года сайт Gnews опубликовал статью «What Would you do with a Portal Gun?», в которой были собраны возможные положительные и отрицательные стороны портальной пушки, если бы она действительно существовала в реальности.
4 марта 2012 года вышла игра Mari0 — клон игры Super Mario Bros., с тем отличием что у главного героя есть портальная пушка.
В начале 2012 года макет портальной пушки стал доступен для приобретения на сайте ThinkGeek. Уменьшенная версия этого макета была включена сайтом IGN в десятку лучших сувениров по игре Portal и Portal 2.